# Atribis
Atribis (arabsko أتريب‎, grško starogrško Ἄθλιβις, iz egipčanskega Hut-heryib, koptsko  Ⲁⲑⲣⲏⲃⲓ je bilo staroveško mesto v sedanjem Tell Atribu približno 40 km severno od Kaira na vzhodnem bregu Damietske veje Nila. Naseljeno je bilo predvsem v ptolemajskem, rimskem in bizantinskem obdobju.

## Zgodovina
Atribis je bil nekoč upravno središče 10. noma Spodnjega Egipta. Nekateri zapisi omenjajo, da je bil naseljen že v Starem kraljestvu, vendar za to ni nobenega fizičnega dokaza. Zagotovo je bil naseljen v Dvanajsti dinastiji. Velik del artefaktov vsako leto izgine, ker blatne zidake iz mestnih zgradb lokalni kmetje uporabljajo za gnojilo (sebak).
Znano je, da je bil v mestu rojen Amenhotep, sin Hapuja,  ki je kot javni uslužbenec, arhitekt in osebni pisar faraona Amenhotepa III. iz Osemnajste dinastije  dosegel velik ugled. Faraona je prepričal, da je zaščitil mesto in lokalnega boga in obnovil lokalni temelj, ki ga ni več. Domneva se, da iz templja izvira eden od dveh kipov ležečih levov iz Kairskega muzeja, ker si je leva prilastil Ramzes II. pa ostaja njegov pravi izvor neznan.
Ramzes II. je razširil lokalni tempelj in postavil dva obeliska iz črnega granita, ki sta zdaj v Kairskem muzeju. V Šestindvajseti dinastiji je tempelj zgradil Ahmoz II., ki je bil pomembna figura v mediteranskem trgovanju in diplomaciji.  Lokalna besedila kažejo, da je imelo mesto tempelj boga Hora Kenti-ketija. Leta 1946 so v mestu na pokopališču iz poznega obdobja odkrili grobnico kraljice Takuit, žene Psametika II.

## Izkopavanja
Prva izkopavanja Atribisa sta opravila  francoski arheolog Bonaparte leta 1789 in Auguste Mariette leta 1852. V drugi polovici 19. stoletja so občasno izkopavali tudi drugi arheologi. Velika izkopavanja so se začela šele po drugi svetovni vojni. Vodil jih je poljski arheolog Kazimierz Michalowski, ki je preko Poljskega središča za sredozemsko arheologijo Univerze v Varšavi objavljal letna poročila.  Najpomembnejša so poročila iz obdobja 1985-1995, ko je raziskave vodil arheolog Karol Mysliwiek.

## Ptolemajsko obdobje
Atribis je kljub temu, da je bil dokazano naseljen že od Dvanajste dinastije, resnično moč dosegel šele v ptolemajskem obdobju,  ko je postal upravno središče 10. noma Spodnjega Egipta. Od srednjega ptolemajskega obdobja do  3. stoletja n. št. je bil poslovno mesto z velikim kopališčem, vilami in industrijskimi zgradbami na vzhodnem delu mesta. 
V zgodnjem ptolemajskem obdobju se je v mestu začelo razvijati lončarstvo. Večina lončarskih peči je bila okrogle oblike. Bizantinske oljenke so se v mestu izdelovale vse do 4. stoletja n. št. Velika količina vskladiščene nežgane posode kaže, da so bile lončarske delavnice velike.

## Arheološke najdbe
Po celem mestu so našli več kot 300 kipcev iz gline in terakote, največ ptolemajskega obdobja VI. Številni kipci so imeli glave majhnih škratov, nekateri pa so služili kot svetilke v kopališčih. Kipci iz ptolemajskega obdobja so bili bolj skrbno izdelani in oblikovani v primerjavi s tistimi iz drugih arheoloških plasti. 
Med najdbami je veliko kipcev egipčanskih in grških bogov in boginj, predvsem Dioniza  in Afrodite. Med kipci so tudi kipci egipčanskih bogov v grški preobleki in kipci Silena, ki kažejo na močan grško-rimski vpliv. V vsakdanjem življenju je še vedno prevladovala egipčanska kultura.  
Med najdbami je pogosta lokalna lončenina, ki je v primerjavi s kipci enostavna. Izdelana je iz gline ali terakote. Vrči so se zgledovali po grških, vendar so bili celo srednje ptolemajsko obdobje zelo okorni. Nekateri manjši vrči so bolj  dodelani. Večina dokončanih in nedokončanih izdelkov je bila okrašena z rastlinskimi vzorci. Med najdbami so bili tudi glinasti lončarski modeli z vdrtini reliefi na eni strani. Eden od najdenih modelov je bil izdelan iz apnenca.
V Atribisu je bilo tudi nekaj piramid, ki jih je uničil čas.